# Depressionen
|  | For alternative betydninger, se psykisk Depression eller Depression (flertydig). |
Den Store Depression, eller blot Depressionen, var en dramatisk og verdensomspændende recession, som de fleste steder begyndte i 1929 og sluttede på forskellige tidspunkter i 1930’erne, alt afhængigt af, hvilket land der var tale om. Det var den største og hidtil vigtigste økonomiske depression i verdenshistorien. Depressionen begyndte i USA og spredte sig herefter til resten af verden. Depressionens omfang blev med blandet succes forsøgt stoppet med New Deal, da Franklin D. Roosevelt blev præsident i 1933.
De hårdest ramte områder var USA og Tyskland, men også det øvrige Europa og Australien blev hårdt ramt. Resten af verden mærkede også følgevirkningerne af den økonomiske krise i vesten, da deres internationale handel naturligvis også ramtes af vestens svært forringede købekraft.

## Årsager
Årsagen til depressionen er stadig til debat blandt økonomer, og der er foretaget omfattende studier af de specifikke økonomiske begivenheder, som indtraf under depressionen. Der kan imidlertid være grund til at skelne mellem to forhold:
1. depressionens udløsende forhold, og
2. depressionens forlængende forhold.

Der er udbredt enighed om, at det var 1920'ernes økonomiske boom og i forlængelse heraf krakket på Wall Street den 24. oktober 1929 (Sorte Torsdag), der udløste depressionen. Årsagerne til, at depressionen fortsatte så længe, som tilfældet var, skal derimod søges i dels datidens økonomiske forhold, dels i den førte økonomiske politik under depressionen.

## Depressionen udløses
Depressionen står i klar modsætning til 1920'ernes højkonjunkturer, og der synes ikke tvivl om, at en væsentlig del af årsagerne til, at depressionen fik det omfang og forløb, den fik, skal søges i forhold skabt under den foregående højkonjunktur. Særlig markante var de spekulationsbølger, der ramte USA i 1920'erne, først ejendomsspekulationen i Florida og derefter aktiespekulationen på Wall Street-børsen.

### De brølende tyvere
1920'erne blev i USA hovedsageligt en lang højkonjunktur. Efter en korterevarende depression fra 1920 til juli 1921 var årtiet præget af stærk økonomisk fremgang, der varede indtil august 1929, kun afbrudt af nogle mindre tilbageslag i 1924 og 1927. Den kraftige fremgang blev især trukket af dels en stigning i forbruget af især varige forbrugsgoder, dels store investeringer i de brancher, der fremstillede disse: Boligbyggeri, den hastigt voksende bilindustri og elektronikindustrien, der fremstillede radioer, vaskemaskiner, støvsugere, køleskabe mv., der alle blev udbredte i 1920'erne.
Sidst i 1920'erne begyndte investeringerne imidlertid at aftage, da produktionskapaciteten efterhånden var rigelig i forhold til efterspørgslen. Fald i investeringerne virker selvforstærkende i forhold til konjunkturerne, da den lavere beskæftigelse i investeringsbranchen medfører fald i indkomsten og dermed et lavere forbrug, der igen medfører lavere efterspørgsel og beskæftigelse, osv. Denne mekanisme, hvor en ujævn udvikling i investeringerne i sig selv skiftevis medfører høj- og lavkonjunkturer, var set mange gange før i USA's historie, hvor højkonjunkturer og recessioner jævnligt havde afløst hinanden siden den industrielle revolution. Mange historikere opfatter derfor ikke de udløsende mekanismer bag depressionen som specielt usædvanlige, men fremhæver en række særlige årsager til, at dybden og varigheden af netop denne krise blev af historiske dimensioner.
Selvom de første tegn på faldende investeringer i de vigtigste brancher begyndte at vise sig så tidligt som midt i 1920'erne, fortsatte højkonjunkturen helt til 1929. Her spiller den optimisme, som de langvarige gode tider havde skabt, en stor rolle. Jo længere 1920'ernes højkonjunktur varede, jo stærkere blev overbevisningen om, at den ville vare evigt. Stærkest viste denne optimisme sig på aktiemarkedet, hvor USA i 1928 og 1929 oplevede den største hausse på noget børsmarked i historien indtil da. Priserne på værdipapirer steg højere og højere for hver måned, og midlertidige tilbagefald fulgtes af en hurtig indhentning. Der indtraf altså en spekulativ boble, hvor psykologiske faktorer blev vigtigere end investeringsanalyse.

### Krakket på Wall Street
I efteråret 1929 oversteg udbuddet af værdipapirer endegyldigt efterspørgslen, og følgen blev et fald i aktiernes værdi på markedet. Dette indebar, at deres værdi som sikkerhed for lån til spekulation faldt; det var nu kun et spørgsmål om tid, hvornår de passerede den værdi de var stillet som sikkerhed for og derfor ville blive tvangssolgt på aktiemarkedet. Da mange, for at sikre sig den nominelle værdi af deres aktier omsat i rede penge forsøgte at få dem solgt, betød det, at udbuddet langt oversteg efterspørgslen. Dermed var spekulationsboomet ovre, og fra oktober og frem indtrådte der et vedvarende fald i aktierne (sagt på almindelig dansk: de kunne ikke længere sælges til en højere værdi end den virksomhed besad, som de vedrørte). Følgerne blev:
1. et kraftigt fald i antallet af aktiekøbere (mange gik konkurs) og dermed aktieefterspørgslen,
2. at penge, der var stillet til rådighed for aktiemarkedet, blev tilbagekaldt,[9]
3. at underslæb i bankerne kom frem i lyset,[10]
4. at virksomheder, hvis eneste værdi lå i værdien af de værdipapirer, som de besad, praktisk talt blev værdiløse,[11]
5. at andre virksomheder faldt til deres faktiske værdi,
6. at efterspørgslen svækkedes[12], virksomhederne nedskar investeringer[13] og antallet af ansatte, og at arbejdsløsheden voksede.[14]

Dette markerede indledningen til depressionen.

## Medvirkende årsager til depressionens forløb
En række forhold, til dels skabt i 1920'erne, bidrog til depressionens omfang:
1. den skæve indkomstfordeling: i 1929 tegnede de 5% rigeste amerikanere sig for omkring 33% af de samlede personindkomster (herunder renter, dividender og lejeindtægter). Disse indkomster måtte, for at holde gang i økonomien, blive omsat i enten store investeringer eller højt forbrug af luksusartikler eller begge dele. Da de rige blev ramt af sammenbruddet på Wall Street, bevirkede det et kraftigt fald i investeringer og forbrug, hvilket ramte resten af samfundet i form af manglende efterspørgsel og pengeomsætning.[15]
2. den dårlige virksomhedsstruktur: to forhold gjorde sig gældende, dels at næringslivet havde åbnet armene for "promotorer, svindlere, begragere, falsknere og fupmagere" - det var kort sagt "en højkonjunktur for virksomhedssvindel"[16], dels - og langt mere alvorligt dannelsen af virksomhedskæder i form af holdingselskaber og investeringsselskaber. Svagheden bestod i, at det var udbyttet fra de producerende selskaber i disse kædedannelser, der skulle finansiere obligationsrenterne for holdingselskaberne; hvis dividenderne udeblev, betød det, at obligationsejerne ikke fik de renter, de havde krav på, og dermed udløstes konkurs og sammenbrud for hele virksomhedskæden. Under disse forhold, og når indkomsterne fra salg gik ned på grund af manglende efterspørgsel og fordi gruppens eventuelle andre indkomstkilder (fx på værdipapirmarkedet) udeblev, måtte det være fristende for virksomhederne at skære ned på investeringer i og omkostningerne ved produktionen (herunder antallet af ansatte) for fortsat at være i stand til at udbetale dividende. Men netop derved svækkedes efterspørgslen efter varer og tjenester fra andre virksomheder og samtidig forstærkedes arbejdsløsheden, og dermed forstærkedes mere og mere deflationspresset, der i sidste ende kunne føre til virksomhedspyramidernes sammenbrud.[17]
3. nye forbrugsmønstre: En højere andel af befolkningens forbrug udgjordes nu af varige forbrugsgoder - ikke bare boliger, men også biler og elektrisk husholdningsudstyr. Da indkøb af varige forbrugsgoder er særlig konjunkturfølsomme, var dette ændrede forbrugsmønster i sig selv en kilde til større ustabilitet i det private forbrug og dermed den samlede efterspørsel i økonomien. [18]
4. den dårlige bankstruktur: bankernes højrisikoudlån til børsspekulanterne, der hvilede på "call loan" (anfordringslån)[19] og som sikkerhed havde værdien af de værdipapirer, der var stillet som dækning for lånene - og som normalt ville være helt sikre garantier, ramte ved børskrakket i 1929 tilbage på bankerne, hvis indre styrke svækkedes afgørende. Mange banker krakkede (i første halvdel af 1929 gik 346 banker konkurs med samlede indlån på 115 mio dollars), og de tilbageværende blev stærkt tilbageholdende med at give nye udlån. Derved svækkedes afgørende muligheden for at "få gang i økonomien" igen.[20]
5. afbetalingskøb: Denne finansiering af større forbrugsgoder blev langt mere udbredt i 1920'erne og bidrog til at forstærke både højkonjunkturen i dette årti og den efterfølgende depression. Muligheden for at købe på afbetaling betød, at efterspørgslen efter forbrugsvarer i 1920'erne kunne stige hurtigere end indkomsterne. Da økonomien siden vendte og indkomsterne faldt, faldt forbrugernes nyindkøb i mange tilfælde mere end deres indkomster, fordi de stadig skulle betale af på tidligere indkøb.[21]
6. betalingsbalancens tilstand: i 1920'erne havde USA overskud på handelsbalancen i forhold til omverdenen. Dette overskud kunne kun dækkes ved enten overførsler af guld til USA (hvilket var en mulighed af tidsbegrænset art) eller ved lån fra private i USA til andre lande. 1920'erne blev en højkonjunktur for sådanne lån, ikke mindst til Latinamerika, hvor diktatorer og andre diskutable regeringer sikrede sig omfattende lån. Disse lån blev naturligvis aldrig betalt tilbage, og da krisen slog igennem, var landenes eneste mulighed for at tjene penge til tilbagebetaling at kunne sælge mere til USA. Men den amerikanske præsident Herbert Hoover og Kongressen gennemførte hurtigt højere toldsatser, hvorved muligheden for at tjene penge til lånenes tilbagebetaling bortfaldt. For de gældsbyrdede lande var eneste udvej at nedskære importen fra USA, hvilket ramte den eksportrettede del af amerikansk industri samt det amerikanske landbrug.[22]
7. finanspolitikken: da krisen ramte USA, gennemførtes hurtigt beslutninger om, at budgettet skulle balancere samt at fastholde dollarens værdi. Dermed afskar regeringerne sig fra at bruge de mest effektive indgreb, man havde til rådighed for at påvirke økonomien. Det indebar, at regeringen var nødt til at fastholde et forholdsvis højt skatteniveau (og dermed svække købekraften, der kunne have stimuleret økonomien), men tillige en nedskæring af de offentlige udgifter (der kunne have skabt nye arbejdspladser og efterspørgsel fra den private sektor). Beslutningen om at fastholde dollarens værdi over for guld skyldtes frygt for inflation og bevirkede, at regeringen gjorde sig selv handlingslammet.[23]
8. pengepolitikken: Ifølge bl.a. Milton Friedman bar den amerikanske centralbank Federal Reserve en stor del af skylden for depressionen på grund af sin stramme pengepolitik i 1929-33, hvor den snarere skulle have lempet politikken.[24] I 1929-33 faldt pengemængden med en tredjedel. Ifølge Friedman og Schwartz ønskede folk at holde flere penge, end centralbanken tillod. Resultatet var, at befolkningen "hamstrede" penge ved at holde igen på forbruget. Den pengepolitiske strategi var især katastrofal under de gentagne stormløb mod bankerne i 1930, 1931, 1932 og 1933, hvor Federal Reserve ifølge denne tankegang kunne have forhindret panikken, hvis den havde været villig til at give bankerne nødlån.

Det var kombinationen af ovennævnte forhold, der gjorde, at depressionen blev så langvarig. Med New Deal-politikken blev der langt om længe sat gang i amerikansk økonomi, mens både Tyskland og Japan med disse landes langt mere aktive økonomiske politik hurtigere og mere effektivt fik sat gang i deres landes økonomiske genopretning.

## Depressionen i de enkelte lande

### Depressionen i USA
Tidsmæssigt faldt depressionen i USA sammen med to præsidenter, hvis eftermæle i høj grad er knyttet an til depressionens udvikling i løbet af deres præsidentperioder:

#### Præsident Herbert Hoover (1929-1933)
Krakket på Wall Street i 1929 opfattes traditionelt som begyndelsen på depressionen i USA, men faktisk begyndte kontraktionen i økonomien allerede i andet kvartal 1929. Igennem 1929 og 1930 opfattede myndighederne og ikke mindst den nytiltrådte republikanske præsident Herbert Hoover fortsat typisk tilbageslaget som et ret midlertidigt fænomen; i stedet forværredes krisen ved slutningen af 1930 til en virkelig depression i erhvervslivet.
Hoover stod oprindeligt for en principiel individualisme, men blev efterhånden af den tiltagende krisesituation tvunget til forskellige indgreb i økonomien, der dog ikke forhindrede, at den voksede sig stadig dybere. I starten af sin præsidentperiode forsøgte han sig med møder med forretningsfolk og ledere i industrien, og opfordrede dem til ikke at sænke lønnen, da han mente det ville mindske lønmodtagernes købekraft, som så ville forværre krisen. Det fik blandt andre Henry Ford til at hæve lønningerne for sine ansatte, på trods af depressionen.
Med Smoot-Hawley Tariff Act i 1930 blev tolden på importerede varer hævet. Tanken var, at det ville beskytte amerikanske arbejdspladser. Det protektionistiske tiltag førte imidlertid til gengældelsesaktioner i mange lande og blev derfor stærkt medvirkende til den store nedgang i verdenshandelen, som var karakteristisk for 1930'erne. Loven blev dermed et symbol på den "beggar-thy-neighbor"-politik (dvs. tiltag, der forsøger at bedre ens egen position på bekostning af andre), som var fremherskende i 1930'erne. I alt faldt verdenshandelen med 66 % fra 1929 til 1934. Tilsvarende forsøgte Hoover at bremse stigningen i ledigheden ved at begrænse indvandringen til USA.
I 1932 vedtoges Federal Home Loan Bank Act, som skabte en statslig udlånsinstitution, der skulle gøre det nemmere at få lån til at købe hus. Hoover-administrationens sidste forsøg på at stimulere økonomien var Emergency Relief and Construction Act fra 1932, som tilførte midler til offentlige anlægsarbejder, bl.a. dæmninger, og skabelsen af Reconstruction Finance Corporation i samme år. Det var en institution, der havde myndighed til at udlåne op til 2 mia. dollar til nødlidende banker. Tiltagene var dog ikke tilstrækkelige til at genoprette eller bare stabilisere økonomien: Kvartal efter kvartal faldt priser, indtjening og beskæftigelse. BNP faldt kraftigt, og arbejdsløsheden nåede op på 23,2 % i 1932 i forhold til 3,2 % i 1929 
Medvirkende til, at tiltagene ikke var effektive, var, at Hoover nok satte gang i forskellige offentlige tiltag for at stimulere økonomien, men samtidig var meget opsat på at genoprette balancen på den offentlige saldo. Han hævede derfor også skatterne kraftigt, hvilket havde den modsatte effekt, idet det mindskede den private sektors købekraft. Blandt andet forsøgte man at finansiere de offentlige udgifter ved i 1932 at hæve den højeste marginalskat fra 25 % til 63 %. Boligskatten blev fordoblet, og selskabskatten steg ligeledes. Derudover kom en skat på alle bankcheck, hvilket ifølge økonomerne William D. Lastrapes og George Selgin fik pengemængden til at blive mindre.
Det høje offentlige forbrug og den stigende gæld fik (ironisk nok) den kommende præsident Roosevelt til i valgkampen at kritisere Hoover for at bruge alt for mange penge.

#### Præsident Franklin D. Roosevelt (1933-1945)
Ved præsidentvalget i 1932 blev Hoover slået af den demokratiske udfordrer Franklin D. Roosevelt. I januar 1933 afløste Roosevelt derfor Hoover som præsident. Roosevelt blev kendt som ophavsmand til New Deal-politikken, som på afgørende punkter ændrede den amerikanske samfundsøkonomi. Den lange række initiativer, som fulgte i New Deal, var dog ikke resultatet af en færdig plan, men blev i mange tilfælde improviseret hen ad vejen. Fælles var, at de indvarslede en tid, hvor staten greb meget mere aktivt ind i samfundsøkonomien. Således eksemplificerede Roosevelts initiativer i høj grad de fremvoksende keynesianske tanker om offentlig stimulering af økonomien i nedgangstider. Hovedelementerne i Roosevelts politik kan opridses på følgende måde:
1. Udskiftning af den halvautomatiske guldmøntfod til en reguleret valuta
2. Direkte føderal arbejdsløshedsunderstøttelse samt forskellig lovgivning, der styrkede fagforeningerne
3. Loven om industriel genoprettelse (National Industrial Recovery Act)
4. Loven om tilpasning af landbruget (Agricultural Adjustment Act)
5. Ny sociallovgivning
6. Tennessee Valley Authority-projektet, der på en gang var et storstilet beskæftigelses- og udviklingsprojekt
7. Føderal kontrol over aktiemarkedet
8. Vigtigst af alt: En ny slags finanspolitik, hvor det blev accepteret at have underskud på den offentlige saldo som led i en ekspansiv finanspolitik

### Depressionen i Tyskland
Efter Wall Street-krakket i 1929 blev de amerikanske banker tvunget til at tilbagekalde mange af deres lån, herunder de lån de havde givet til Tyskland for at landet kunne betale de krigsskadeserstatninger de var blevet påtvunget efter 1. verdenskrig. Dette hjalp til at arbejdsløsheden ramte 25 % i 1932. Den tyske regering turde ikke øge det offentlige forbrug for at bøde på dette af frygt for at hyperinflationen fra 1920'erne skulle vende tilbage. Regeringens manglende handling medførte at befolkningen blev utilfreds og regeringen spillede således en vigtig rolle i at Adolf Hitler og nazistpartiet kunne få magten.